# Paradoxecia radiata
Paradoxecia radiata is een vlinder uit de familie wespvlinders (Sesiidae), onderfamilie Tinthiinae.
Paradoxecia radiata is voor het eerst wetenschappelijk beschreven door Kallies in 2002. De soort komt voor in het Oriëntaals gebied.